# Aeroportul Honinabi
Aeroportul Honinabi (IATA: HNN) este un aeroport din Papua Noua Guinee.
aeroportul dispune de o singură pistă.